# St. George (hajóállomás)
A St. George állomás egy komp, vasút, busz, valamint park és út tranzitközpont a New York-i Staten Island St. George szomszédságában, közvetlen összeköttetésben a manhattani Whitehall Terminállal.
A Richmond Terrace és a Bay Street kereszteződésében található, a Staten Island Borough Hall, a Richmond County Bank Ballpark és a Richmond County Supreme Court közelében.
St. George egyike a kevés fennmaradt vasúti-hajó összeköttetésnek az Egyesült Államokban.

### Története
Új komp- és vasúti terminál a St. George-i helyszínen (akkor St. George's Landing néven hívták), valamint a Staten Island-vasút (akkor Staten Island Rapid Transit vagy SIRT) meghosszabbítása Vanderbilt Landing-től (a mai Clifton állomás) északra az 1870-es években a Staten-szigeti vasút tulajdonosai George Law, Cornelius Vanderbilt és Erastus Wiman javasolták.
St. George-t azért választották ki, mert Staten Island és Manhattan között volt a legközelebbi pont, körülbelül 5 mérföld (8,0 km) távolságra. 
A Tompkinsville-ig tartó vonal meghosszabbítását 1884-ben nyitották meg, és a Tompkinsville és a terminál közötti alagutat 1884 és 1885 között építették meg. A kompterminált 1886 elején nyitották meg, míg a vasúti terminált ugyanezen év márciusában nyitották meg. A terminál bejárati épületét 1897-ben nyitották meg.